# Hochspeyer
Hochspeyer – miejscowość i gmina w Niemczech, w kraju związkowym Nadrenia-Palatynat, w powiecie Kaiserslautern, wchodzi w skład gminy związkowej Enkenbach-Alsenborn. Do 30 czerwca 2014 siedziba gminy związkowej Hochspeyer.

## Współpraca
Miejscowości partnerskie:
- Leutenberg, Turyngia